# Ordenskansler
Ordenskansler er den øverste embedsmand i ordenskapitlet; han har ledelsen af alle ordenssager, kontrasignerer de ordensvæsenet vedrørende udfærdigelser og har umiddelbar forestilling til ordensherren. ordenskansler er den eneste af ordenskapitulets embedsmænd, der (siden 1808) er indehaver af særlig rang (1. rangklasse nr 6); altså ret til excellenceprædikatet. En ordensvicekansler fungerer i hans forfald. Begge har hidtil altid været elefantriddere; følgende har beklædt embedet som ordenskansler: gehejmestatsminister, lensgreve J.V. Moltke-Bregentved 1808—18, gehejmestatsminister Fr. Kaas 1824-27, gehejmestatsminister P.G. Steimainn 1843—55, gehejmestatsminister, lensgreve A.W. Moltke-Bregentved 1856—64, gehejmestatsminister, grev C. Moltke-Nutschau 1864—66, gehejmekonferensråd F.F. Tillisch 1874—89, generalpostdirektør, grev O.S. Danneskjold-Samsøe 1889—94, prins Hans af Glücksborg 1894 —1911, hofjægermester, lensgreve G.F. Danneskjold-Samsøe 1911—14 og prins Harald til Danmark siden 1914.